# Little Raven
Ohnasite o Little Raven (18??-1889) fou un cabdill arapaho. El 1861 signaria el Tractat de Fort Wise amb els EUA juntament amb els xeienes, i el 1863 visità Washington. El 1870 tornaria a visitar Washington i, amb bona part de la seva tribu, fou traslladat a Oklahoma, al costat dels xeienes del Nord, on va viure fins a la seva mort.